# България он ер (списание)
Списание „България он ер“ (на английски: BULGARIA ON AIR The Inflight Magazine) e бордното списание на националния авиопревозвач „България Ер“. 
Издава се от медийна група „България он Ер“ ООД. Разпространява се безплатно на борда на всички полети на „България Ер“ и до около 700 избрани получатели – висш мениджмънт, големи компании, министри, депутати, посланици, и др.
Пълноцветно, двуезично (български и английски език) луксозно издание за бизнес, анализи, пътувания и лайфстайл. Месечно издание от 128 страници.